# HCNG

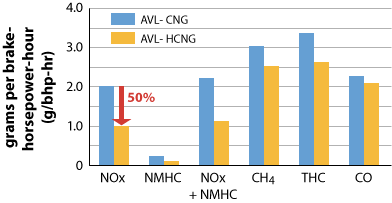
HCNG-CNG Schadstoff-Emission im Vergleich. Angabe in Gramm pro Pferdestärke und Stunde

HCNG (oder H2CNG) ist eine Mischung aus komprimiertem Erdgas (CNG) und Wasserstoff (H), die schon seit über 20 Jahren entwickelt wird. Der Wasserstoffanteil liegt bei bis zu 50 Volumenprozent, meist aber bei etwa 20 %. Es wird als Treibstoff für Verbrennungsmotoren benutzt. Dabei lässt sich dieser Treibstoff prinzipiell in jedem herkömmlichen Erdgasmotor verbrennen.

## Vorteile
Durch den Wasserstoffanteil wird die Verbrennung und die Leistung verbessert, sowie der Schadstoffausstoß verringert. So sinkt der Ausstoß von Stickoxiden (NOx) um etwa 50 %, der von Kohlendioxid um 7 % gegenüber der Verbrennung von reinem Erdgas.
Gegenüber modernen Dieselmotoren sinkt der Stickoxidausstoß sogar um 65 %, sowie der Feinstaubausstoß um 80 %.

## Gefahren
Ein Wasserstoffgehalt von unter 50 Prozent im HCNG-Gemisch hat die gleichen Leck- und Entflammungsrisiken wie reines komprimiertes Erdgas. Trotz des Wasserstoffs in der Mischung werden keine zusätzlichen Maßnahmen benötigt, um eine Wasserstoffversprödung der Materialien zu verhindern, die mit dem Gemisch in Kontakt kommen.

## Tankstellennetz
HCNG Tankstellen existieren zwischen Bergen und Romerike in Norwegen und entlang des „British Columbia Hydrogen Highways“ zwischen Vancouver und Whistler in Kanada.
Bezüglich der Schweiz ist eine HCNG-Tankstelle („Mischung von Erd-/Biogas und Wasserstoff (HCNG)“) für Dübendorf im Kanton Zürich bekannt.